# Florian Dorn
Florian Johannes Dorn (* 24. Mai 1986 in Memmingen) ist ein deutscher Politiker (CSU) und Volkswirt. Seit 2025 ist er Mitglied des Deutschen Bundestages.

## Leben
Dorn stammt aus Bad Grönenbach. Er erlangte sein Abitur am Marianum Buxheim.
Dorn studierte Volkswirtschaft, Soziologie und Politik an der LMU München, Universität Mannheim und der University of California, Berkeley. Er wurde Mitglied der KDStV Tuiskonia München, einer katholischen Studentenverbindung des CV. Nach dem Studium arbeitete er bei Prognos, dem Bayerischen Staatsministerium für Wirtschaft, Landesentwicklung und Energie und dem Institut für Strategie, Technologie und Organisation an der LMU München.
Von 2016 bis 2020 promovierte er am Ifo Institut für Wirtschaftsforschung in Volkswirtschaftslehre zum Doctor oeconomie publicae. Ab 2020 war er Berater beim Ifo Institut für Wirtschaftsforschung an der Universität München. Er war persönlicher Referent des Präsidenten des Ifo Instituts, Clemens Fuest. 2021 wurde er Lehrbeauftragter der LMU-München. 2022 wurde er Direktor von EconPol Europe.

## Politik
2007 trat er in die Junge Union ein und 2011 in die CSU.
Bei der Bundestagswahl 2025 kandidierte er im Bundestagswahlkreis Memmingen – Unterallgäu und gewann das Direktmandat mit 43,8 Prozent der Erststimmen. Im 21. Deutschen Bundestag ist er ordentliches Mitglied im Finanzausschuss sowie im Verteidigungsausschuss. Außerdem ist er stellvertretendes Mitglied im Ausschuss für Arbeit und Soziales, im Ausschuss für Forschung, Technologie, Raumfahrt und Technikfolgenabschätzung und im Ausschuss für Digitales und Staatsmodernisierung.